# Kosciuszko Park (Chicago)

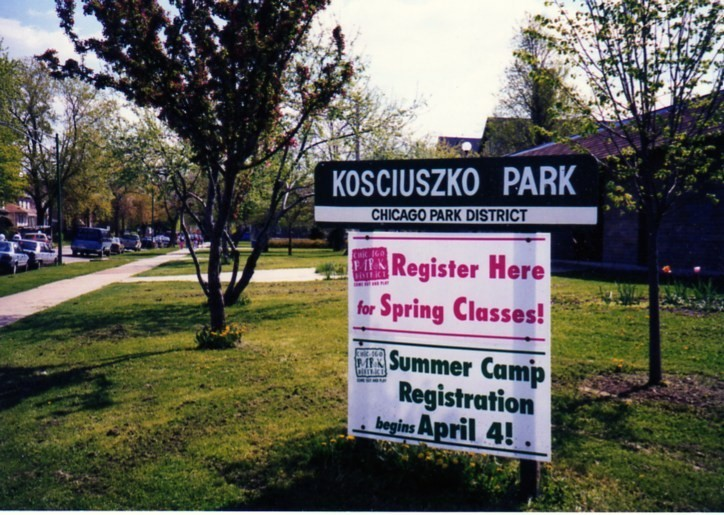
Pancarte du Kosciuszko Park.

Kosciuszko Park est un parc de la ville de Chicago, dans l'État de l'Illinois, qui se trouve au 2732 North Avers Avenue, entre Pulaski Avenue et Diversey Road, le long de la limite nord du secteur communautaire de Logan Square. Situé dans les quartiers nord de Chicago, Kosciuszko Park est très fréquenté par les résidents du secteur d'Avondale et est considéré comme faisant partie du quartier polonais de Jackowo (Polish Village). La maison historique située dans Kosciuszko Park a été conçue par Albert A. Schwartz dans un style néo-tudor. Kosciuszko Park est entretenu par le Chicago Park District.

## Description
Conçu en 1917, le Kosciuszko Park est actuellement dans l'attente d'être officiellement inscrit sur la liste des Chicago Landmarks (CL) par la commission de la ville de Chicago. Son bâtiment administratif (Kosciuszko Park Fieldhouse) est inscrit sur le prestigieux Registre national des lieux historiques (National Register of Historic Places) depuis 2013. Le Kosciuszko Park a été nommé en l'honneur de Tadeusz Kościuszko (1746-1817), un officier polonais qui participa à la guerre d'indépendance des États-Unis et organisa une insurrection contre la domination russe et prussienne en Pologne en 1794.
Kosciuszko Park a longtemps été un parc important pour la communauté polonaise du North Side de Chicago. Le parc abritait autrefois l'une des bibliothèques publiques les plus fréquentées de la Chicago Public Library avant sa fermeture dans les années 1950, ainsi que l'une des deux premières écoles polonaises à Chicago.
Le parc est situé à proximité de la basilique Saint-Hyacinthe de Chicago, une église catholique construite par les premiers immigrants polonais en 1917.